# Michel de Mouriès
Michel de Mouriès, appelé aussi de Morèse (Arles, c.1150 - † 21 juillet 1217, ?), est chanoine, sacristain et prévôt du chapitre de Saint-Trophime, puis archevêque d'Arles (août 1202 - † 21 juillet 1217).

## Biographie

### Ses premières années
Arlésien, chanoine, sacristain et prévôt du chapitre de Saint-Trophime comme son prédécesseur Imbert d'Eyguières, il est élu archevêque d'Arles en août 1202. 

### L'archevêque d'Arles
Il respecte dès 1203 la promesse de ce dernier d'établir dans la cité un couvent de Trinitaires. Son archiépiscopat, succédant à l'apogée de l'Église d'Arles, se déroule sur fond de crises à la fois économiques, anticléricales et politiques.
En 1208, il transmet le fief de Mollégès à Sacristane de Porcelet épouse de Bertrand Raimbaud de Simiane, seigneur d'Apt, et qui va y fonder l'Abbaye Sainte-Marie.

#### La crise financière
La crise financière déjà présente à la fin du XIIe siècle frappe tous les grands chantiers en  cours, notamment celui de la reconstruction de l'église Saint-Honorat des Alyscamps, pour laquelle on a longtemps attribué à Michel de Mouriès une lettre datée de 1205 destinée à solliciter la générosité des donateurs. 

#### La lutte contre les hérésies
C'est sous son archiépiscopat, qu'éclate en janvier 1208 la crise albigeoise avec l'assassinat du légat du pape Pierre de Castelnau. À la demande du pape Innocent III, Michel de Mouriès intervient activement contre l'extension des hérésies albigeoises et vaudoises. Il organise et préside plusieurs conciles contre les Albigeois, à Avignon en 1209 puis à Montpellier en 1215, et il participe à d'autres conciles languedociens.

#### Les conflits politiques
A Arles, cité partagée entre l'archevêque et l'aristocratie locale, la lutte contre les hérésies se complique d'un problème politique avec ces grandes familles dont les ambitions et les craintes durcissent leur opposition au représentant de l'Église. Après l'échec du patriciat en 1206 pour s'emparer de la seigneurie urbaine, Michel de Mouriès s'attribue le droit de nommer lui-même les consuls. En juillet 1209, avec l'arrivée dans la cité de l'armée levée pour combattre les Albigeois, l'archevêque impose définitivement sa loi et le parti anticlérical arlésien est alors sévèrement châtié : le château des Porcelet érigé sur l'île de la Cappe est par exemple démantelé.  Ainsi, à la veille de la bataille de Muret (12 septembre 1213), l'archevêque d'Arles qui a su profiter du retrait du comte de Provence et de la présence des légats et croisés, parvient à rétablir sa domination complète sur la cité et encouragé par ses succès, tente d'imposer une théocratie. Mais les revers des armes en 1215 des coalisés réveillent les oppositions communales que Michel de Mouriès ne réussit à vaincre qu'en utilisant à son profit l'antagonisme entre les classes populaires et les grandes familles. Il semble toutefois que dès 1217, accablé par l'âge, il doive se retirer et laisser ses prérogatives temporelles au chapitre. Il meurt peu après, le 21 juillet 1217.
Michel de Mouriès est inhumé à Saint-Trophime. Son épitaphe est visible sur le mur occidental du croisillon sud du transept.

### Sources
- Jean-Maurice Rouquette (sous la direction de) – ARLES, histoire, territoires et cultures – Paris 2008,  -  (ISBN 9782742751761) ; pages 298-299.